# Worstead
Worstead è un villaggio e parrocchia civile dell'Inghilterra, appartenente alla contea del Norfolk.